# Гёппель, Максимилиан
Максимилиан Гёппель (нем. Maximilian Göppel; 31 августа 1997, Вадуц) — лихтенштейнский футболист, левый защитник клуба «Эшен-Маурен».

## Клубная карьера
Гёппель начал свою карьеру на молодёжном уровне, выступая за команды Лихтенштейна разных возрастов, а позже стал игроком юношеской команды клуба «Шаан». Переход на взрослый уровень состоялся в 2015 году, когда футболист перешёл в «Бальцерс», выступающий в Первой лиге Швейцарии. Под руководством известного лихтенштейнского игрока Марио Фрика Гёппель провёл полтора сезона. Зимой 2016 года появилась информация об интересе к игроку со стороны лидера лихтенштейнского футбола клуба «Вадуц», а после окончания сезона 2015/2016 Гёппель окончательно перешёл в стан столичного клуба, выступающего в Суперлиге. Дебют защитника в рамках Суперлиги пришёлся на игру против «Янг Бойз» 21 сентября 2016 года.

## Карьера в сборной
Максимилиан 4 сентября 2014 года дебютировал в молодёжной сборной Лихтенштейна во встрече с командой Беларуси. Всего за два года Гёппель сыграл за молодёжку 8 матчей. 6 июня 2016 года футболист впервые сыграл за главную команду Лихтенштейна в матче против Исландии. 9 октября 2016 года в матче отборочного раунда к чемпионату мира 2018 года Гёппель забил свой первый гол за сборную в ворота сборной Израиля.

## Достижения

### Командные достижения
- Обладатель Кубка Лихтенштейна: 2017, 2018, 2019

### Личные достижения
- Лучший молодой футболист Лихтенштейна: 2017[5]